# Passiflora villosa
Passiflora villosa là một loài thực vật có hoa trong họ Lạc tiên. Loài này được Vell. mô tả khoa học đầu tiên năm 1825.